# Симонов Олексій Кирилович
Олексій Кирилович Симонов (рос. Алексе́й Кири́ллович Си́монов; * 8 серпня 1939, Москва, РРФСР, СРСР) — радянський і російський письменник, кінорежисер, сценарист, правозахисник. З 1991 року президент Фонду захисту гласності. Член Ради при Президентові Російської Федерації щодо сприяння розвитку інститутів громадянського суспільства і прав людини до 2012 р., голова журі премії Андрія Сахарова за журналістику як вчинок.

## Фільмографія

### Художні фільми
- 1976 — «Звичайна Арктика»
- 1979 — «Повернемося восени»
- 1984 — «Загін»
- 1986 — «Мій ніжно коханий детектив»
- 1989 — «Процес»

### Документальні фільми
- «Світ Галини Уланової»
- «Утьосов»
- «Соловйов-Сєдой»
- 1970 — «Монолог», музичний телефільм (у головній ролі Олена Камбурова).

## Громадянська позиція
У березні 2014 підписав звернення російських діячів культури проти окупації Криму.
У травні 2018 приєднався до заяви російських літераторів на захист українського режисера Олега Сенцова, незаконно засудженого у РФ.